# Duque de Berwick
Duque de Berwick ( /ˈbɛrɪk/ em castelhano:  Duque de Berwick) é um título criado no Pariato da Inglaterra em 19 de março de 1687 para James FitzJames, filho ilegítimo de Jaime II e VII, Rei da Inglaterra, Escócia e Irlanda e Arabella Churchill . O nome do título refere-se à cidade de Berwick-upon-Tweed, na Inglaterra, perto da fronteira com a Escócia .
A sua criação não é considerada parte do pariato jacobita ilegítimo, e nenhum Mandado de conquista foi emitido pelo parlamento para o ducado (embora tenha sido para o próprio duque), o título ainda é considerado por alguns como teoricamente existente, embora adormecido, no Pariato da Inglaterra e poderia ser requerida para reintegração pelos herdeiros legítimos do sexo masculino (conforme detalhado abaixo na lista de sucessão jacobita).
Desde 13 de dezembro de 1707, quando Filipe V de Espanha confirmou o título no seu país, e conferiu a dignidade de Grande de Espanha ao 1.º Duque de Berwick, o ducado é também um título de Nobreza da Espanha. Contudo, ao contrário do pariato inglês, o título espanhol segue a regra da primogenitura absoluta, que permite que uma mulher tenha sucesso se for a primogênita. Assim, após a morte do 10.º Duque de Berwick em setembro de 1953, que tinha apenas uma filha, a sucessão foi dividida em duas linhas distintas.
Neste ponto, o título inglês foi herdado pelo sobrinho do 10.º Duque, Don Fernando Fitz-James Stuart y Saavedra, 19.º Duque de Peñaranda (1922–1971), e posteriormente pelo filho de Fernando, Don Jacobo Fitz-James Stuart y Gómez, 20.º Duque de Peñaranda (nascido em 1947), que se tornou o 12.º Duque de Berwick em 1971. O herdeiro presuntivo do Ducado é o irmão mais novo do 12.º Duque, Don Luis Fitz-James Stuart y Gómez, 14.º Marquês de Valderrábano (nascido em 1950). Sob o domínio inglês da primogenitura masculina, uma vez que Jacobo e o seu irmão Luís não têm descendência masculina, espera-se que o título de nobreza inglês seja extinto.
Em contraste, em 1953, o título espanhol foi herdado pela única filha do 10.º Duque, Doña Cayetana Fitz-James Stuart, XVIII Duquesa de Alba (1926-2014), que foi, por direito próprio, a 11.ª Duquesa de Berwick. Quando ela morreu em 2014, seu filho Don Carlos Fitz-James Stuart, XIX Duque de Alba (nascido em 1948) sucedeu ao título. O herdeiro aparente do ducado é seu filho mais velho, Don Fernando Fitz-James Stuart, XV Duque de Huéscar (nascido em 1990).

## História
O título e seus títulos subsidiários foram geralmente considerados perdidos pelo parlamento inglês em 1695, quando James FitzJames foi alcançado após o exílio forçado de seu pai. O College of Arms em seu Roll of the Peerage não lista tal título, o que significa que ele não existe hoje na Inglaterra.
O título na Espanha, acompanhado da dignidade de Grande de Espanha, segue as regras de herança daquele país.  Os títulos nobres espanhóis historicamente seguiram a regra da primogenitura de preferência masculina, que permite que uma mulher tenha sucesso se ela não tiver irmãos vivos e nenhum irmão falecido que tenha deixado descendentes legítimos sobreviventes. Com a morte do 10.º Duque de Berwick, em setembro de 1953, a sua única filha, Doña Cayetana Fitz-James Stuart, XVIII Duquesa de Alba, sucedeu-lhe nos seus títulos espanhóis, incluindo o ducado espanhol de Berwick. Com a sua morte em novembro de 2014, o ducado passou para o seu filho mais velho, Don Carlos Fitz-James Stuart y Martínez de Irujo . 

## Duques de Berwick (1687–1695)
| Descendente                                             | Retrato | Aniversário                                                                                           | Casamentos | Morte                                               |
| ------------------------------------------------------- | ------- | --- | --- | --------------------------------------------------- |
| James FitzJames, 1.º Duque de Berwick </br> 1670 – 1695 | </img>  | 21 de agosto de 1670 </br> Moulins, Allier </br> filho de Jaime II da Inglaterra e Arabella Churchill | Honora de Burgh, Condessa de Lucan </br> 26 de março de 1695 </br> 1 filho </br> Anne Bulkeley </br> 18 de abril de 1700 </br> 10 crianças | 12 de junho de 1734 </br> Philipsburg </br> 63 anos |

## Duques de Berwick (Espanha) (1707–presente)
Antes de 1953, os duques de Berwick na Espanha também eram duques jacobitas de Berwick. A linha se dividiu devido às diferenças entre as leis de sucessão espanhola e jacobita ( primogenitura de preferência masculina e primogenitura agnática, respectivamente).
| Descendente                                                           | Retrato | Aniversário | Casamentos | Morte                                                                     |
| --------------------------------------------------------------------- | ------- | --- | --- | ------------------------------------------------------------------------- |
| Cayetana Fitz-James Stuart, 11.ª Duquesa de Berwick </br> 1953 – 2014 | </img>  | 28 de março de 1926 </br> Palácio Liria, Madri </br> filha de Jacobo Fitz-James Stuart, 10.º Duque de Berwick, e de María del Rosario de Silva, 9.ª Marquesa de San Vicente del Barco | Honorável Luis Martínez de Irujo y Artázcoz </br> m. 1947; dezembro. 1972 </br> com ele 6 filhos </br> Jesús Aguirre e Ortiz de Zárate </br> m. 1978; dezembro. 2001 </br> Alfonso Díez Carabantes </br> m. 2011 | 20 de novembro de 2014 </br> Palácio de las Dueñas, Sevilha </br> 88 anos |
| Carlos Fitz-James Stuart, 12.º Duque de Berwick </br> 2014 – presente |         | 2 de outubro de 1948 </br> Madri </br> filho de Cayetana Fitz-James Stuart, 11.ª Duquesa de Berwick, e de Dom Luis Martínez de Irujo y Artázcoz                                       | Dona Matilde de Solís-Beaumont e Martínez-Campos </br> m. 1988; divisão. 2004 </br> com quem teve 2 filhos |                                                                           |

## links externos
- Hernando Fitzjames-Suart em espanhol